# 2954 Дельсемм
2954 Дельсемм (2954 Delsemme) — астероїд головного поясу, відкритий 30 січня 1982 року.
Тіссеранів параметр щодо Юпітера — 3,572.